# 赵继东
趙繼東，男，中國共產黨黨員，中國人民武裝警察部隊少將警銜
歷仼廣東省政协常委、中共十九大代表、中國人民武裝警察部隊廣東省總隊司令員、武警8630部队师长等職務